# Антигуанська робітнича партія
Антигуанська робітнича партія (англ. Antigua Labour Party, АРП) — політична партія Антигуа і Барбуди, яка тривалий час керувала країною. Її очільником упродовж багатьох років був Лестер Берд, який став лідером партії у 1971 році, а у 1994 очолив уряд країни. Партію заснував батько Лестера Вере Берд.